# Gare d'Anvers-Berchem
Pour les articles homonymes, voir Gare d'Anvers (homonymie) et Gare de Berchem (homonymie).
La gare d'Anvers-Berchem (en néerlandais : station Antwerpen-Berchem) est une gare ferroviaire belge des lignes 25 de Bruxelles-Nord à Anvers (Y Luchtbal), 27 de Bruxelles-Nord à Anvers-Central et 59 de Berchem à Gand-Dampoort (ainsi que les dédoublements 27A et 59/1 de ces deux dernières), située dans le district de Berchem de la ville d'Anvers.
Elle est mise en service en 1865 par les Chemins de fer de l'État belge.
C'est une gare voyageurs de la Société nationale des chemins de fer belges (SNCB), desservie par des trains EuroCity (EC), InterCity (IC) et par des trains Suburbains (S). La gare est desservie par les lignes 4, 9 et 11 du tramway d'Anvers.

## Situation ferroviaire
La gare d'Anvers-Berchem est située au point kilométrique (PK) 41,80 des lignes 25 de Bruxelles-Nord à Anvers-Luchtbal et 27 de Bruxelles-Nord à Anvers-Central, entre les gares de Mortsel et d'Anvers-Central,.
Elle est également l'origine — au PK 0,00 — de la ligne 59 de Berchem à Gand-Dampoort, avant la gare d'Anvers-Sud.

## Histoire
La station de Berchem (Anvers) est mise en service le 1er mars 1865par les Chemins de fer de l'État belge.
Le bâtiment des recettes, adjugé le 23 mars 1898 pour un montant évalué à 245 332 francs et un délai de 240 jours. Œuvre de Clément Van Bogaert (nl), il est bâti dans un style néo-Renaissance flamande avec une façade en pierre sauf la partie servant de maison pour le chef de gare. Il est remplacé à la fin des années 1960 et de nouveau à la fin des années 1990.

## Service des voyageurs

### Accueil
Gare SNCB, elle dispose d'un bâtiment voyageurs, avec guichets, ouvert tous les jours. Elle est aussi équipée de distributeurs automatiques pour l'achat de titres de transport et d'une consigne à bagages automatique. Un service d'accueil, des aménagements et équipements sont à la disposition des personnes à mobilité réduite. Un buffet est présent dans la gare.

### Desserte
Anvers-Berchem est desservie par des trains EuroCity (EC) et InterCity (IC), qui permettent de nombreuses destinations en Belgique. Ces relations ont notamment pour terminus : Anvers-Central, Rotterdam-Central, Bruxelles-Midi, Charleroi-Central, Courtrai, Gand-Saint-Pierre, Hamont, Hasselt, Liège-Guillemins, Louvain, Ostende, Poperinge, Turnhout et Lille-Flandres (en France). Pour plus de précisions voir les fiches horaires sur le site de l'exploitant (lien externe en bas de page).
La gare est également desservie par tous les trains du réseau express régional anversois, à savoir S1 Anvers-Nivelles ou Anvers-Bruxelles (qui appartient aussi au réseau express régional bruxellois) et S32 à S34.

### Intermodalité
Des parcs pour les vélos (gratuit et payant) et un parking (payant) pour les voitures y sont aménagés.
Elle est desservie par les lignes 4, 9 et 11 du tramway d'Anvers.
Une gare routière desservie par plusieurs lignes de bus du réseau flamand De Lijn est également présente.

## Comptage voyageurs
Ce graphique et tableau montre le nombre de voyageurs embarquant en moyenne durant la semaine, le samedi et le dimanche.
| Nombre de passagers qui embarquent à la gare d'Anvers-Berchem | Nombre de passagers qui embarquent à la gare d'Anvers-Berchem | Nombre de passagers qui embarquent à la gare d'Anvers-Berchem | Nombre de passagers qui embarquent à la gare d'Anvers-Berchem |
|                                                               | Semaine                                                       | Samedi                                                        | Dimanche                                                      |
| ------------------------------------------------------------- | ------------------------------------------------------------- | ------------------------------------------------------------- | ------------------------------------------------------------- |
| 1977                                                          | 8 000                                                         | 1 871                                                         | 1 860                                                         |
| 1978                                                          | 8 000                                                         | 1 747                                                         | 1 796                                                         |
| 1979                                                          | 8 300                                                         | 1 822                                                         | 1 893                                                         |
| 1980                                                          | 8 534                                                         | 2 205                                                         | 1 405                                                         |
| 1981                                                          | 8 882                                                         | 2 108                                                         | 3 182                                                         |
| 1982                                                          | 9 310                                                         | 2 625                                                         | 3 235                                                         |
| 1983                                                          | 10 487                                                        | 2 463                                                         | 2 940                                                         |
| 1984                                                          | 8 423                                                         | 2 138                                                         | 2 993                                                         |
| 1985                                                          | 8 718                                                         | 2 428                                                         | 3 603                                                         |
| 1986                                                          | 8 137                                                         | 2 310                                                         | 2 456                                                         |
| 1987                                                          | 8 328                                                         | 2 650                                                         | 3 750                                                         |
| 1988                                                          | 8 223                                                         | 2 337                                                         | 2 862                                                         |
| 1989                                                          | 7 901                                                         | 2 364                                                         | 2 687                                                         |
| 1990                                                          | 7 659                                                         | 2 884                                                         | 2 884                                                         |
| 1991                                                          | 8 197                                                         | 2 454                                                         | 3 172                                                         |
| 1992                                                          | 7 928                                                         | 2 575                                                         | 3 470                                                         |
| 1993                                                          | 7 586                                                         | 2 612                                                         | 3 366                                                         |
| 1994                                                          | 10 851                                                        | 3 056                                                         | 3 656                                                         |
| 1995                                                          | 8 617                                                         | 3 442                                                         | 3 667                                                         |
| 1996                                                          | 10 719                                                        | 3 589                                                         | 3 897                                                         |
| 1997                                                          | 8 725                                                         | 3 802                                                         | 4 280                                                         |
| 1998                                                          | 22 374                                                        | 8 100                                                         | 9 750                                                         |
| 1999                                                          | 17 492                                                        | 8 713                                                         | 9 100                                                         |
| 2000                                                          | 19 620                                                        | 11 524                                                        | 11 243                                                        |
| 2001                                                          | 18 976                                                        | 7 824                                                         | 8 194                                                         |
| 2002                                                          | 20 500                                                        | 9 121                                                         | 9 234                                                         |
| 2003                                                          | 22 251                                                        | 11 086                                                        | 11 448                                                        |
| 2004                                                          | 15 775                                                        | 6 924                                                         | 7 873                                                         |
| 2005                                                          | 13 760                                                        | 8 641                                                         | 9 066                                                         |
| 2006                                                          | 16 676                                                        | 8 489                                                         | 9 388                                                         |
| 2007                                                          | 12 729                                                        | 7 102                                                         | 8 751                                                         |
| 2008                                                          | -                                                             | -                                                             | -                                                             |
| 2009                                                          | 9 594                                                         | 5 145                                                         | 5 441                                                         |
| 2010                                                          | -                                                             | -                                                             | -                                                             |
| 2011                                                          | -                                                             | -                                                             | -                                                             |
| 2012                                                          | 12 550                                                        | 3 968                                                         | 5 320                                                         |
| 2013                                                          | 15 229                                                        | 5 573                                                         | 6 241                                                         |
| 2014                                                          | 12 212                                                        | 6 633                                                         | 6 127                                                         |
| 2015                                                          | 15 145                                                        | 5 549                                                         | 6 078                                                         |
| 2016                                                          | 15 317                                                        | 5 447                                                         | 6 101                                                         |
| 2017                                                          | 15 378                                                        | 6 908                                                         | 8 083                                                         |
| 2018                                                          | 15 001                                                        | 7 304                                                         | 8 488                                                         |
| 2019                                                          | 17 289                                                        | 8 163                                                         | 8 506                                                         |
| 2020                                                          | 9 322                                                         | 5 008                                                         | 4 918                                                         |
| 2021                                                          | -                                                             | -                                                             | -                                                             |
| 2022                                                          | 13 994                                                        | 9 172                                                         | 9 426                                                         |
| 2023                                                          | 14 747                                                        | 11 372                                                        | 10 689                                                        |
| 2024                                                          | 15 447                                                        | 11 010                                                        | 10 014                                                        |

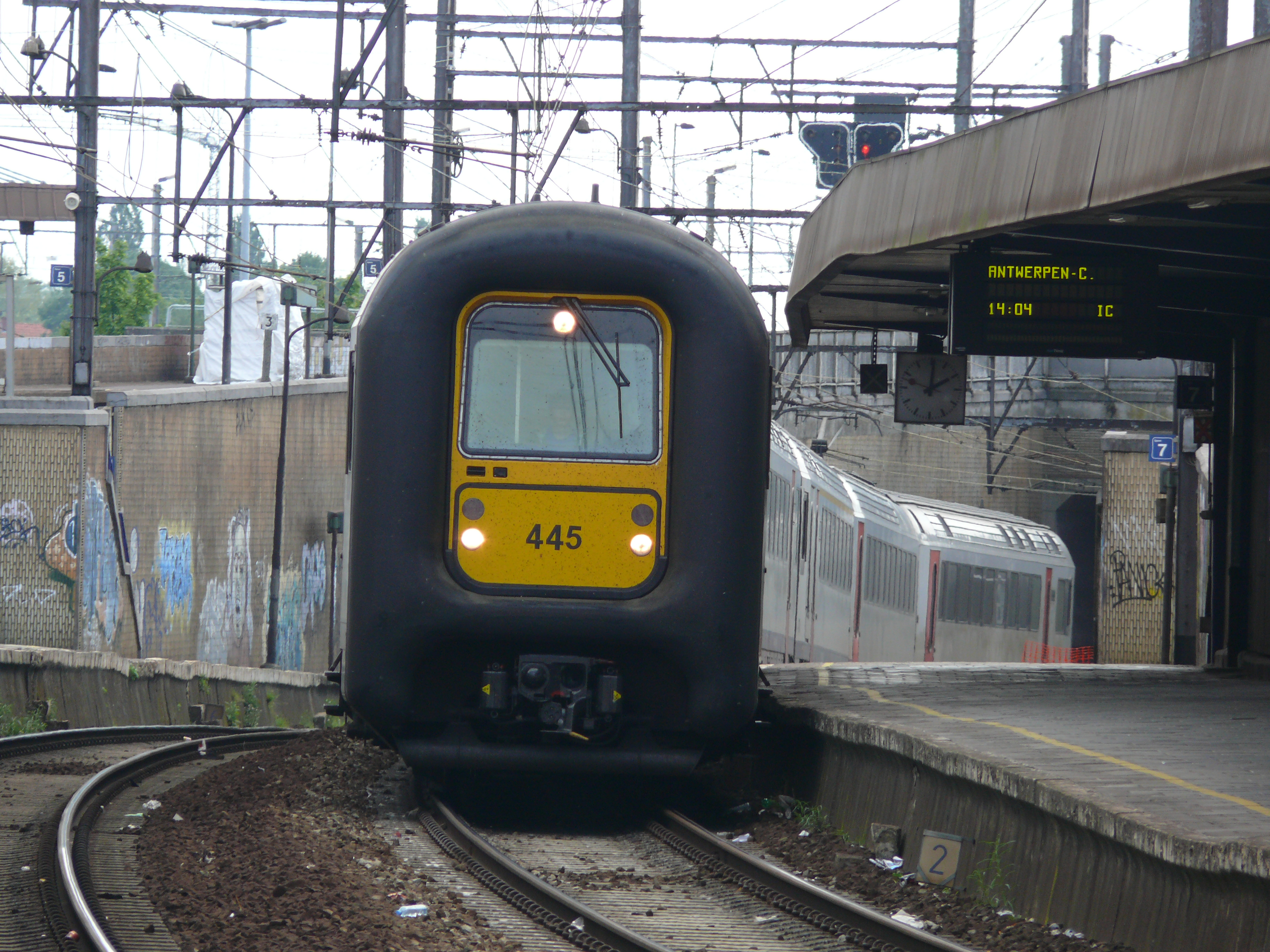
Desserte train.
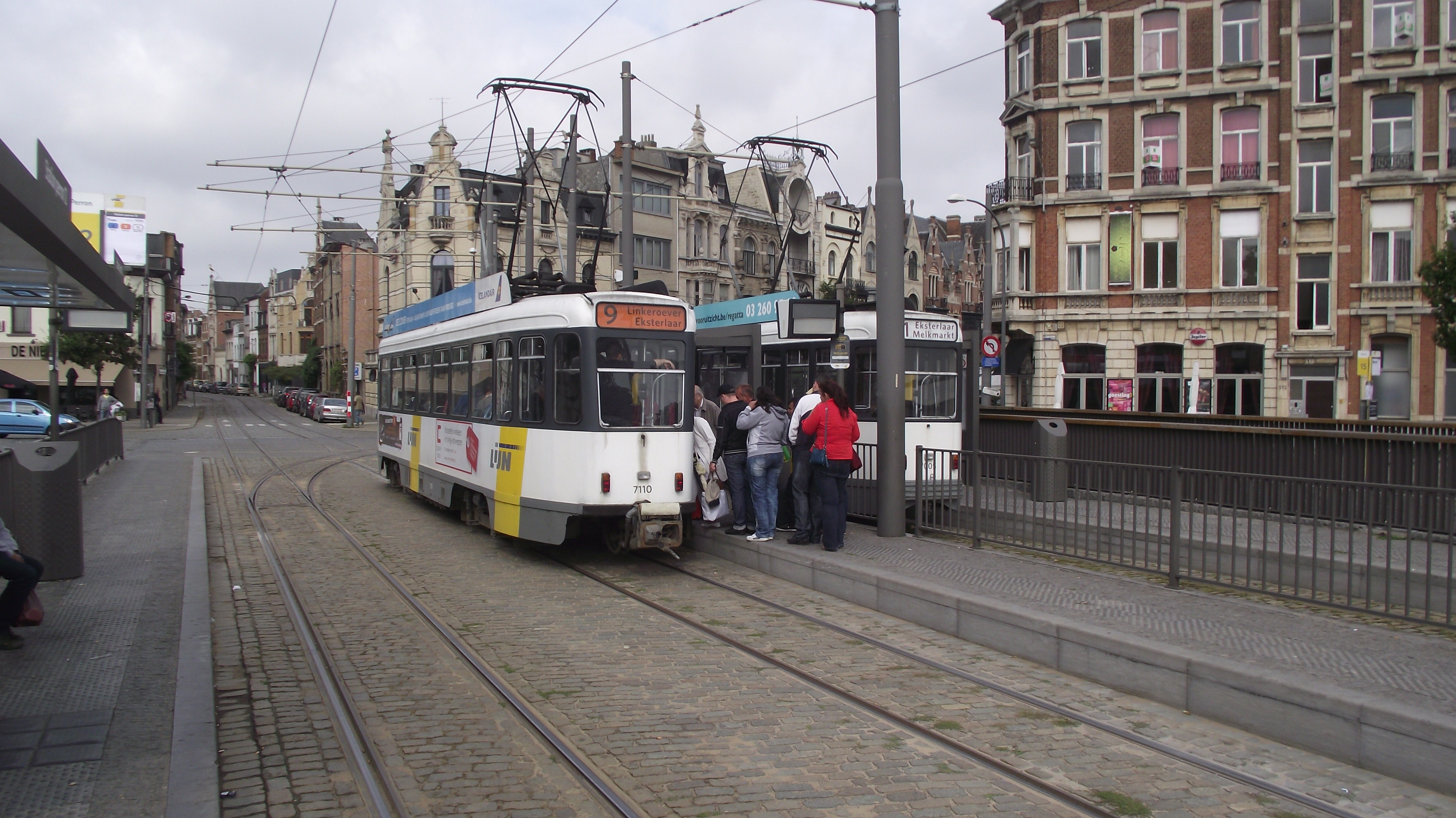
Desserte tramways à proximité.
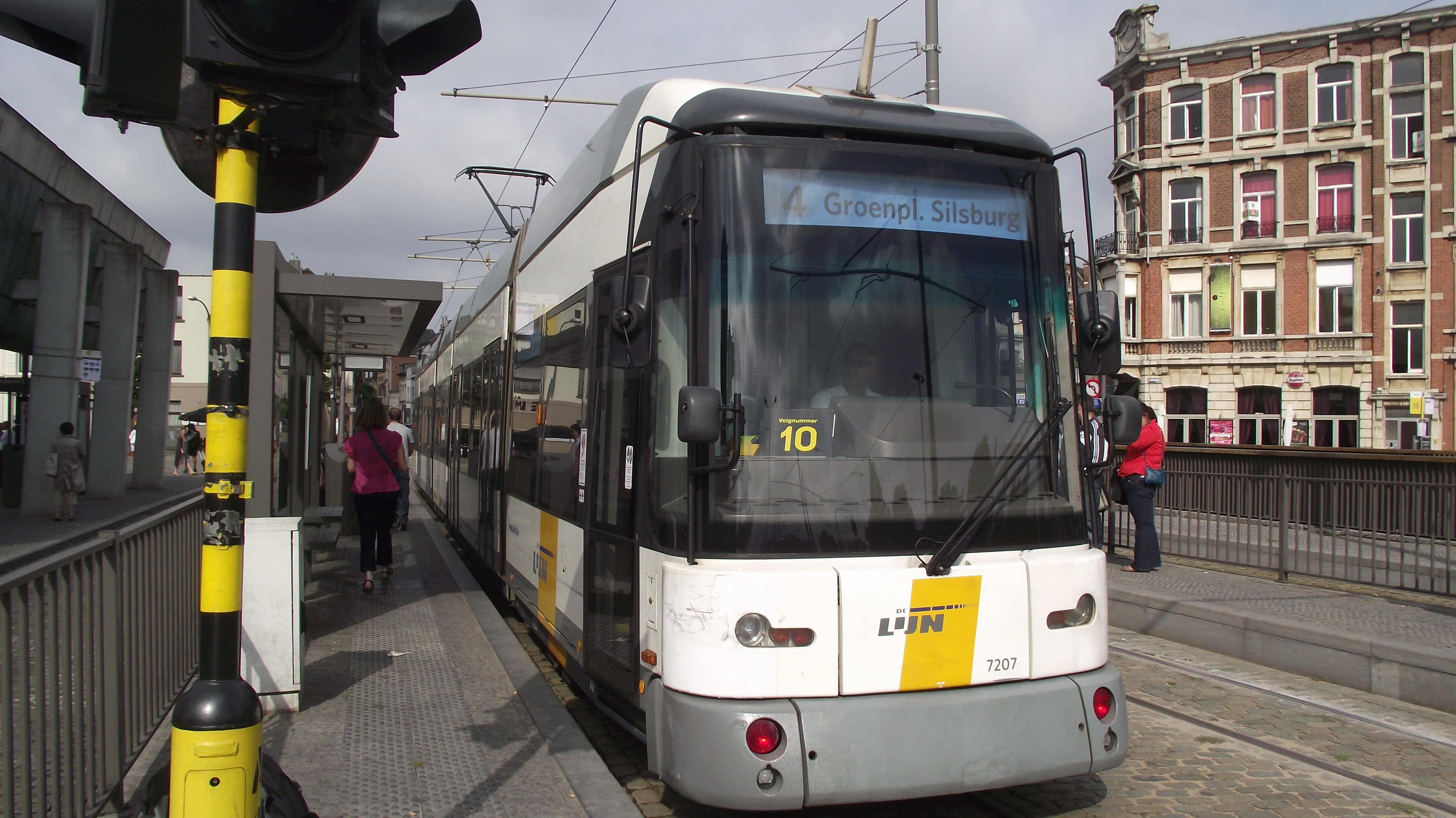
Tramway ligne 4.